# 深大駅
深大駅（しんだい-えき）は深圳市南山区に位置する深圳地下鉄1号線及び13号線の駅。

## 駅構造
| 1号線ホーム (B2F) | ←■1号線 機場東方面 |
| 1号線ホーム (B2F) | 島式ホーム         |
| 1号線ホーム (B2F) | ■1号線 羅湖方面→   |

## 駅周辺
- 深圳大学 - 駅名の由来。
- 虚擬大学園
- 粤海門村

## 歴史
- 2009年9月28日：1号線の駅として開業。
- 2011年6月15日：1号線が当駅〜機場東駅間が延伸開業したことにより、途中駅となる[1]。
- 2024年12月28日：13号線の開業により、乗換駅となる[2]。

## 隣の駅
深圳地下鉄
■1号線
桃園駅 - 深大駅 - 高新園駅
■13号線
粤海門駅 - 深大駅 - 高新中駅